# العجلة المكسورة
العجلة المكسورة هي رواية خيال علمي من أدب الشباب، نُشرت عام 1996، من تأليف الكاتبة الأسترالية كيري غرينوود.

## نشر الرواية والجوائز
أصدرت دار مونستون رواية العجلة المكسورة في أستراليا عام 1996 بصيغة ورقية. وفي العام نفسه، فازت الرواية بجائزة أورياليس لأفضل رواية في أدب الشباب، مناصفةً مع رواية مرآة، مرآة للكاتبة هيلاري بيل.

## ملخص القصة
بعد وقوع حدث كارثي في العالم، انقسم الناجون إلى مجموعات مختلفة. من بينها الرحّالة، وهم أشخاص يتاجرون بالسلع الصغيرة، وأنصار العصور الوسطى الذين يعيشون في مستوطنة تُدعى ثورنغارد. توجد أيضًا القبيلة، وهي جماعة متنقلة غير منظّمة، والكاسرون، وهم سكان المدينة الذين يقومون بتحطيم كل آلة يجدونها، معتقدين أن الآلات هي السبب في الكارثة. تنتمي سارة إلى الكاسرين، لكنها تنضم لاحقًا إلى الرحّالة في محاولة لإنقاذ العالم من الدمار.